# قويماق
قويماق أو كويماك هو أكل يخلط الدقيق والزبدة في إناء صغير ويوضع على النار ويحرك باستمرار حتى يكون وردي اللون. ثم يخلط جيداً ماء إلى أن يكون ثقيلاً مثل القشدة أو عجين زلابية وثم يوضع على النار الهادئة من جديد حتى تتكون قشوة أي يظهر السمن على السطح.
وتقدم في طبق التقديم وعليها القشدة. ونفتتحها من الوسط ونضع بها سكر مطحون.

## مكونات
- كوبين من الدقيق.
- 4 ملعقة كبيرة من الزبدة.
- سكر مطحون - ملعقة شاي على كل وجبة.
- كوب ماء.
- ملح - حسب الذوق.[5]